# Descriptio uberior graminum
Descriptio uberior graminum (abreviado Descr. Gram. (Muhlenberg)) es un libro con ilustraciones y descripciones botánicas que fue escrito por el pastor luterano y botánico estadounidense Henry Ernest Muhlenberg y publicado en Filadelfia en el año 1817 con el nombre de Descriptio Uberior Graminum et Plantarum Calamariarum Americae Septentrionalis Indigenarum et Cicurum.